# The Vibrators
The Vibrators — британський панк-рок гурт.
Утворений в лютому 1976 року в Лондоні. До складу гурту ввійшли: Нокс (Knox), справжнє ім'я Йен Карнохен (Ian Carnochan) — вокал, гітара, клавішні; Джон Елліс (John Ellis) — вокал, гітара; Пет Колліер (Pat Collier) — бас, вокал та Едді (Eddie), справжнє ім'я Джонатан Едвардс (Jonathan Edwards) — ударні.

## Історія
Початок діяльності цієї формації пов'язаний з рухом панк-року. The Vibrators пропонували не дуже складні мелодійні композиції, у яких проте була характерна для панку агресія і потворність. У вересні 1976 року група виступила на лондонському панк-роковому фестивалі, який проходив у «100 Club», де супроводжувала гітариста Кріса Спеддінга. Дебютний альбом Pure Mania захоплював свіжістю матеріалу, однак це не переконало музикантів у можливості подальшої співпраці. Гурт розпався і повернувся на музичний ринок лише 1978 року з лонгплеєм V2, на якому замість Колліера виступив Гейрі Тіббс (Gary Tibbs) — майбутній басист Roxy Music.
1980 року після появи ретроспективного альбому Batteries Included учасники The Vibrators знову вирішили влаштувати собі відпустку, яка тривала два роки. У цей період Елліс співпрацював з Пітером Хемліллом. 1982 року The Vibrators повернулись на сцену як квартет: Нокс, Елліс, Колліер та Едді, який запропонував лонгплей Guilty. Відтоді гурт майже регулярно записував нові альбоми, однак постійно відбувались зміни у його складі. Внаслідок цього 1988 року представниками оригінального складу групи залишились лише Нокс та Едді.

## Дискографія
- 1977: Pure Mania
- 1978: V2
- 1980: Batteries Included
- 1983: Guilty
- 1984: Alaska 127
- 1985: Fifth Amendment
- 1986: Live
- 1988: Recharged
- 1988: Meltdown
- 1990: Vicious Circle
- 1991: The Vibrators Vol.10

| Валторна | Це незавершена стаття про музичний колектив. Ви можете допомогти проєкту, виправивши або дописавши її. |